# Kang Jin-kyu
Đây là một tên người Triều Tiên, họ là Kang.
Kang Jin-kyu (tiếng Hàn Quốc: 강진규; sinh ngày 10 tháng 9 năm 1983) là một tiền vệ bóng đá Hàn Quốc, thi đấu cho Busan Transportation Corporation FC ở Giải Quốc gia Hàn Quốc. Các câu lạc bộ trước đây của anh gồm Chunnam Dragons và Gwangju Sangmu ở K League.

## Thống kê sự nghiệp
Tính đến 22 tháng 10 năm 2009
| Thành tích câu lạc bộ | Thành tích câu lạc bộ | Thành tích câu lạc bộ | Giải vô địch | Giải vô địch | Cúp     | Cúp       | Cúp Liên đoàn | Cúp Liên đoàn | Châu lục | Châu lục  | Tổng cộng | Tổng cộng |
| Mùa giải              | Câu lạc bộ            | Giải vô địch          | Số trận      | Bàn thắng    | Số trận | Bàn thắng | Số trận       | Bàn thắng     | Số trận  | Bàn thắng | Số trận   | Bàn thắng |
| Hàn Quốc              | Hàn Quốc              | Hàn Quốc              | Giải vô địch | Giải vô địch | Cúp KFA | Cúp KFA   | Cúp Liên đoàn | Cúp Liên đoàn | Châu Á   | Châu Á    | Tổng cộng | Tổng cộng |
| --------------------- | --------------------- | --------------------- | ------------ | ------------ | ------- | --------- | ------------- | ------------- | -------- | --------- | --------- | --------- |
| 2006                  | Chunnam Dragons       | K League              | 0            | 0            | 0       | 0         | 0             | 0             | -        | -         | 0         | 0         |
| 2007                  | Chunnam Dragons       | K League              | 0            | 0            | 0       | 0         | 0             | 0             | -        | -         | 0         | 0         |
| 2008                  | Gwangju Sangmu        | K League              | 6            | 0            | 0       | 0         | 2             | 0             | -        | -         | 8         | 0         |
| 2009                  | Gwangju Sangmu        | K League              | 18           | 2            | 1       | 0         | 4             | 1             | -        | -         | 23        | 3         |
| Tổng cộng             | Chunnam Dragons       | Chunnam Dragons       | 0            | 0            | 0       | 0         | 0             | 0             | -        | -         | 0         | 0         |
| Tổng cộng             | Gwangju Sangmu        | Gwangju Sangmu        | 24           | 2            | 1       | 0         | 6             | 1             | -        | -         | 31        | 3         |
| Tổng cộng sự nghiệp   | Tổng cộng sự nghiệp   | Tổng cộng sự nghiệp   | 24           | 2            | 1       | 0         | 6             | 1             | -        | -         | 31        | 3         |